# Llanfair-yn-Neubwll
Llanfair-yn-Neubwll es una comunidad en el condado de Anglesey al noroeste de Gales. Engloba los pueblos de Llanfairynneubwll, Llanfihangel yn Nhowyn y Caergeiliog. La comunidad está estrechamente relacionada con la cercana pista aérea de Royal Air Force, RAF Valley, asentada en Tywyn Trewan durante la Segunda Guerra Mundial, y sigue siendo utilizada aún. Debido a la creación de la pista aérea, Llanfair-yn-Neubwll es la comunidad de Anglesey más anglicanada.
Llanfair-yn-Neubwll se sitúa en la costa oeste de Anglesey, de cara a la isla Holy. Entre las características geográficas más destacables del lugar se encuentra la roca de Ynys Feirig cercana a la costa y los ocho lagos conocidos como Ardal y Llynnoedd. Muchos de los lagos están ingluidos en la reserva RSPB del valle Wetlands.